# Австрия — первая жертва нацизма

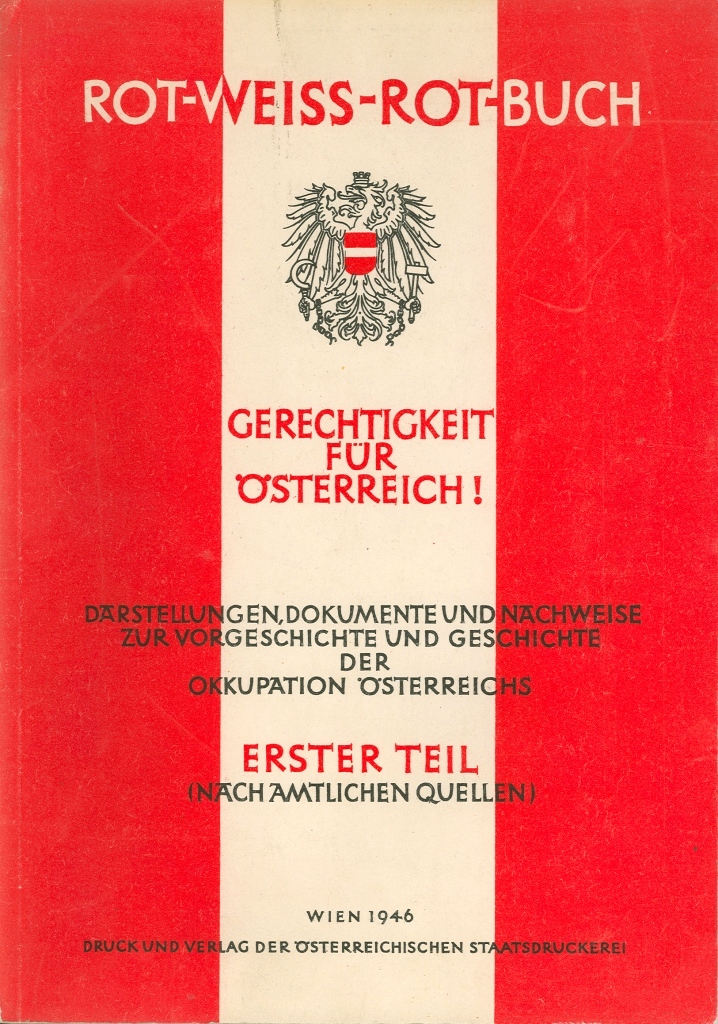
«Красно-бело-красная книга», выпущенная МИД Австрии в 1946 году — изложение официальной точки зрения основателей Второй республики на события 1938—1945 годов

«Австрия — пе́рвая же́ртва наци́зма» — политический лозунг, провозглашённый на Московской конференции 1943 года и ставший основой государственной идеологии Австрии и национального самосознания австрийцев в периоды союзной оккупации (1945—1955) и суверенной Второй республики (1955—1980-е годы). В соответствии с интерпретацией этого лозунга основателями Второй республики аншлюс 1938 года был актом военной агрессии гитлеровской Германии. Австрийская государственность прервалась, поэтому возрождённая в апреле 1945 года Австрия не могла и не должна была нести какую-либо ответственность за преступления нацистов. Сложившаяся к 1949 году «доктрина жертвы» (нем. Opferthese, Opferdoktrin) утверждала, что все австрийцы, включая активных сторонников Гитлера, были невольными жертвами гитлеровского режима и потому также не отвечали за его преступления.
«Доктрина жертвы» стала основополагающим мифом австрийского общества. На её основе, впервые в истории Австрии, объединились ранее непримиримые противники — социал-демократы и консерваторы-католики, и состоялось возвращение в общественную и политическую жизнь бывших нацистов. В течение почти полувека австрийское государство отрицало какую-либо преемственность с политическим режимом 1938—1945 годов, активно поддерживало миф о жертвенности австрийского народа и культивировало в нём консервативный дух национального единства. Послевоенная денацификация была быстро свёрнута, ветераны вермахта и войск СС заняли в обществе почётное место. Борьба действительных жертв нацизма за свои права осуждалась как попытка обогатиться за счёт всего народа.

## Предыстория

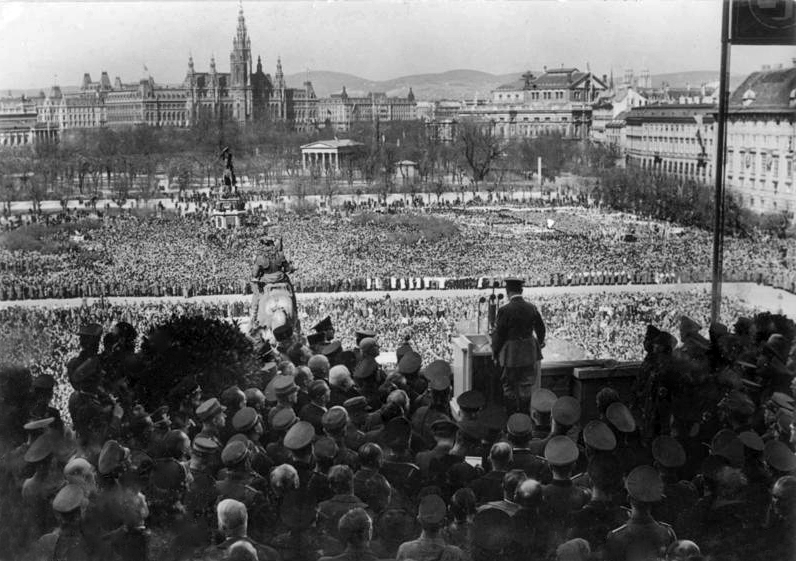
15 марта 1938 года. Жители Вены приветствуют Гитлера на Хельденплац. В послевоенной Австрии подобные свидетельства отвергались как геббельсовская пропаганда: идеологи Второй республики утверждали, что никакой массовой поддержки аншлюса не было, все без исключения австрийцы стали «жертвами оккупантов»

Первая австрийская республика, преемник Германской Австрии, возникла как государство-обрубок на руинах распавшейся империи Габсбургов. Сразу после оглашения унизительных условий Сен-Жерменского мира в стране возникло движение за объединение с Германией, но практические шаги к нему были жёстко пресечены странами-победителями. Независимая австрийская республика оказалась нежизнеспособной. После недолгого периода единства (1918—1920) народ, не ощущавший себя нацией, распался на три непримиримых вооружённых лагеря — рабочий класс во главе с социал-демократами, консервативные католические силы во главе с правящей Христианско-социальной партией и католической церковью, и сторонников объединения с Германией. В 1933 году вождь консерваторов Энгельберт Дольфус распустил парламент, изгнал из властных структур социал-демократов, запретил деятельность коммунистов и нацистов и установил в стране однопартийный авторитарный политический режим правого толка. В феврале 1934 года конфликт перерос в гражданскую войну, закончившуюся поражением левых сил; в июле прогерманские национал-социалисты подняли мятеж, убили Дольфуса, но захватить власть не смогли. 11—13 марта 1938 года австрийское государство пало под давлением нацистской Германии и австрийских национал-социалистов. Абсолютное большинство австрийцев искренне приветствовали присоединение к Германии; сохранились лишь единичные свидетельства публичного неприятия аншлюса или хотя бы равнодушной реакции на него, в основном в сельской местности. В столице около полумиллиона человек (170 тысяч евреев, 80 тысяч «полукровок», коммунисты, социал-демократы, сторонники режима Дольфуса — Шушнига и так далее) имели основания опасаться гитлеровских репрессий, но активного противодействия аншлюсу они не оказали.
Австрийские немцы поддержали не столько объединение с северным соседом, сколько приход твёрдой власти, способной предотвратить очередную гражданскую войну, и аннулирование позорного Сен-Жерменского мира. Почти все австрийцы рассчитывали, что новый режим быстро восстановит докризисный уровень жизни; значительная часть населения — на то, что он «решит» ненавистный еврейский вопрос. Антисемитизм, одна из черт национального характера австрийских немцев, процветал в Австрии более, чем в любой иной германоязычной земле; с 1920 года страной управляли партии с открыто антисемитскими программами. Начавшиеся одновременно с аншлюсом погромы в Вене и Инсбруке были делом не гитлеровских агентов, но самих австрийцев; по свидетельствам очевидцев, они превзошли в жестокости и массовости участия горожан всё, что происходило в Германии. В мае 1938 года стихийные погромы сменились организованной «аризацией» — планомерной конфискацией еврейских активов в пользу Рейха и германских промышленников. В Линце, к примеру, после погромов и «аризации» не осталось никакого еврейского имущества. Главной целью гитлеровцев на этом этапе было не физическое уничтожение австрийского еврейства, но принуждение его к эмиграции за пределы Рейха. В 1938—1941 годы из Австрии бежали около 126 или 135 (по разным источникам) тысяч евреев; около 15 тысяч из них вскоре погибли в странах, оккупированных Германией. С этой волной эмиграции Австрия навсегда потеряла научные школы физиков, юристов, экономистов, венскую школу психоанализа и архитекторов Веркбунда. Истребление оставшихся в Австрии евреев началась в июле 1941 года и в целом завершилось к концу 1942 года. Арестованных транзитом через Терезиенштадт вывозили в гетто и концлагеря на территории Белоруссии, Латвии и Польши, и там убивали. В конце войны массовые убийства возобновились в самой Австрии, где на постройке оборонительных рубежей работали тысячи венгерских евреев. В сельских районах Штирии истребление рабов-евреев, «приватизированных» местными нацистами, продолжалось в течение нескольких недель после капитуляции Германии. Всего за семь лет погибла одна треть австрийского еврейства (около 65 тысяч человек); всего 5816 человек, включая 2142 заключённых лагерей, дожили до конца войны в Австрии.
Общее число погибших от гитлеровских репрессий в Австрии оценивается в 120 тысяч человек. В замке Хартхайм за два года (1940—1941) действия «программы Т—4» были убиты 18 269 психически больных. Практически полностью были истреблены жившие в Австрии цыгане. Наиболее сильное сопротивление нацистскому режиму оказали коммунисты. Около 2700 были казнены за активное сопротивление и около 500 погибли с оружием в руках. Ещё сто тысяч человек подверглись аресту по политическим мотивам. Сопротивление австрийских немцев нацистскому режиму было малочисленно и не принесло результата; подавляющее большинство австрийцев до самого конца активно поддерживали режим. Из 6,5 миллионов австрийцев всех возрастов 700 тысяч (17 % взрослого населения) были членами НСДАП. Выходцы из Австрии составляли непропорционально большую долю нацистского репрессивного аппарата: провинция, в которой жили 8 % населения Рейха, дала 14 % персонала СС и 40 % персонала лагерей смерти. Свыше 1,2 миллиона австрийцев воевали на стороне Рейха. Военные потери за годы войны составили 247 тысяч убитых военнослужащих и от 25 до 30 тысяч гражданских лиц, погибших от союзных бомбардировок и в ходе советского наступления 1945 года. 170 тысяч австрийцев вернулись с войны инвалидами, более 470 тысяч оказались в союзном плену.

## Московская декларация
Оборот «первая жертва Германии» применительно к Австрии появился в англоязычной публицистике в 1938 году, ещё до начала аншлюса. В советской литературе он появляется в 1941 году, после вторжения Германии в СССР («первой жертвой фашизма» советские авторы называли Испанию, подразумевая совместную агрессию Италии и Германии, а Австрии отводили место «первой жертвы Гитлера»). 18 февраля 1942 года его произнёс Уинстон Черчилль в обращении к австрийским эмигрантам: «Мы никогда не забудем, что Австрия была первой жертвой нацистской агрессии. Народ Британии никогда не изменит делу освобождения Австрии от прусского ига».

### Британская инициатива
Союзники по антигитлеровской коалиции начали обсуждать послевоенную судьбу Австрии в 1941 году. 16 декабря И. В. Сталин сообщил Энтони Идену свой план расчленения Германии, в котором Австрия должна была вновь стать самостоятельным государством. Британцы, ещё не строившие столь далёких планов, не возражали. В 1942—1943 годы отношение союзников к австрийскому вопросу изменилось: руководство СССР более не выдвигало новых планов, зато судьбой Австрии всерьёз занялись британцы. 26 сентября 1942 года Иден впервые огласил план Черчилля по создания «Дунайской конфедерации» в составе бывших Австрии, Венгрии, Польши и Чехословакии — обширного буферного государства, отделившего бы Западную Европу от СССР. Весной 1943 года 34-летний аналитик Форин-офиса Джеффри Гаррисон составил проект послевоенного устройства Австрии, ставший официальной политикой Великобритании в австрийском вопросе. Воссоздание независимой, но слабой Австрии в границах Первой Республики, писал Гаррисон, было возможно только при готовности западных союзников поддерживать новое государство в течение многих лет. Гаррисон не верил в способность австрийцев к самоорганизации, как и в вероятность поднять их на вооружённое сопротивление режиму. Наилучшим решением с британской точки зрения была бы сильная конфедерации дунайских государств, с включением в неё Австрии как де-юре равноправного члена, а де-факто культурного и политического лидера. Немедленное создание такого объединения в послевоенной Европе было невозможно; требовалось вначале основать независимую Австрию, обеспечить ей политические гарантии и финансовую поддержку, и лишь затем шаг за шагом обустраивать политический союз дунайских государств.
Советская историография 1970-х годов называла британский проект попыткой «протащить идею нового аншлюса». Целью союзников, писал М. А. Полтавский, было «создание в Европе конгломерата областей, которые стали бы постоянным очагом конфликтов». В современной западной историографии существует два взгляда на мотивы британских политиков. Традиционная точка зрения рассматривает их действия исключительно как инструмент защиты британских интересов и противодействия СССР в деле послевоенного раздела Германии. С альтернативной точки зрения Роберта Кейзерлингка британцы руководствовались в первую очередь ошибочными, утопичными планами разжечь в австрийских землях массовое сопротивление нацистскому режиму, расколоть германский рейх изнутри и создать в Австрии удобный плацдарм для вторжения с юга. Сторонники обеих трактовок солидарны в том, что в 1943 году и британские, и американские политики ошибочно полагали, что Германия готова рухнуть либо под натиском советских войск, либо от народного возмущения внутри самого Рейха. И в том, и в другом случае западным союзникам следовало срочно договориться с СССР о будущем Европы.

### Согласование текста
В конце мая 1943 года план Гаррисона был одобрен британским кабинетом министров, а уже в июне В. М. Молотов известил Форин-офис, что любые ассоциации и конфедерации дунайских государств для СССР неприемлемы. Заместитель Молотова С. А. Лозовский открыто называл такие союзы «инструментом антисоветской политики». Британцы от своего плана не отказались, и 14 августа 1943 Иден послал в Москву и Вашингтон составленный Гаррисоном проект «Декларации по Австрии», начинавшийся словами «Австрия — первая свободная страна, павшая жертвой нацистской агрессии…» (англ. «Austria was the first free country to fall victim to Nazi aggression…»). Вновь встретив сопротивление советских дипломатов, британцы пошли на уступки. По настоянию СССР из проекта исчезли упоминания об «ассоциации с государствами-соседями» и Атлантической хартии, «австрийский народ» в последнем абзаце был заменён на недвусмысленное «Австрия», а «нацистская агрессия» — на «гитлеровскую». Не менее сложными были и переговоры британцев с американцами.
Результатом торга между союзными министрами стала Московская декларация по Австрии, принятая 30 октября и обнародованная 1 ноября 1943 года. Несмотря на все поправки текста, формула «первой жертвы» вошла в неё в практически неизменном виде: «Австрия, первая свободная страна, павшая жертвой гитлеровской агрессии, должна быть освобождена от германского господства…». Заканчивалась Декларация принятым по настоянию Сталина строгим напоминанием о том, что Австрия «не может избежать ответственности за участие в войне на стороне гитлеровской Германии…» (полный текст). В сталинской трактовке ответственность лежала не на конкретных людях, группах или партиях, но на обществе в целом; коллективной ответственности не мог избежать ни один австриец. Сталин, подобно Черчиллю, также рассматривал Австрию как буфер между советской и англо-американской сферами влияния, и с «экспортом революции» не спешил. Его краткосрочной целью была эксплуатация сохранившейся австрийской промышленности, человеческих и природных ресурсов; вероятно, именно поэтому Сталин настаивал на ужесточении формулировки об ответственности. Авторы Декларации вряд ли могли подозревать, что «первая жертва» станет национальной идеей австрийцев, которую те будут тщательно культивировать и охранять, и которая надолго определит внешнюю политику Австрии. Не ведали они и о том, что другая часть Декларации — об ответственности австрийцев — так и останется на бумаге.

### Реакция воюющих австрийцев
Различные исторические школы признают, что военные поражения 1943 года заронили в австрийцах сомнение в будущем Рейха и способствовали распространению сепаратистcких настроений, но расходятся в оценке роли этих настроений в истории. С точки зрения официальной послевоенной австрийской идеологии началом полноценного «национального пробуждения» стало поражение в Сталинграде. Советские историки утверждали, что в 1943 году в Австрии начался новый этап Сопротивления, а Московская декларация стала «важным фактором, оказавшим влияние на австрийский народ». Современные западные историки считают, что для решительных выводов о «возрождении» или «сопротивлении» нет оснований. Безусловно, антигитлеровские и сепаратистские настроения распространялись и в Вене, и в австрийской глубинке, но примерно в той же мере, что и в остальных землях Рейха. Этому способствовали поражения на фронте, выход Италии из войны, англо-американские бомбардировки, потоки беженцев и заключённых; влияние же Московской декларации западные историки отрицают. Эван Бьюки признаёт, что декларация воодушевила австрийских подпольщиков, но силы подполья не увеличила, и не способствовала распространению сепаратистских настроений. Роберт Кейзерлингк пишет, что декларация принесла союзникам больше вреда, чем пользы. Операция британских пропагандистов среди солдат-австрийцев на итальянском фронте провалилась: Московская декларация не повлияла на боевой дух германских войск и, вероятно, лишь послужила подспорьем для геббельсовской контрпропаганды.
Реакция гражданского населения Австрии, в то время находившейся в глубоком тылу воюющей Германии, на Московскую декларацию была двойственной. С одной стороны люди ошибочно решили, что статус «первой жертвы» поможет Австрии избежать союзных бомбардировок. С другой, «Москва» в названии безошибочно ассоциировалась не с западными союзниками, но с непримиримым большевизмом. В целом население приняло известие безразлично и не поддержало ни одну из оппозиционных Гитлеру групп. Количество арестов в 1943—1944 годы возросло, но 80 % арестованных составляли рабочие-иностранцы, которых в одной Вене было 140 тысяч. В течение 1944 года, по мере ухудшения военной и экономической обстановки, недовольство нарастало и среди австрийцев — но не режимом Гитлера, а наплывом беженцев, особенно протестантов, «с севера». Конфликты на бытовом уровне не подорвали боевой дух нации. Напротив, успехи союзников на фронтах и возобновление воздушных бомбардировок Австрии лишь консолидировали её население вокруг фигуры фюрера. В ходе неудачного заговора 20 июля 1944 года население Вены полностью поддержало Гитлера.

## Провозглашение лозунга

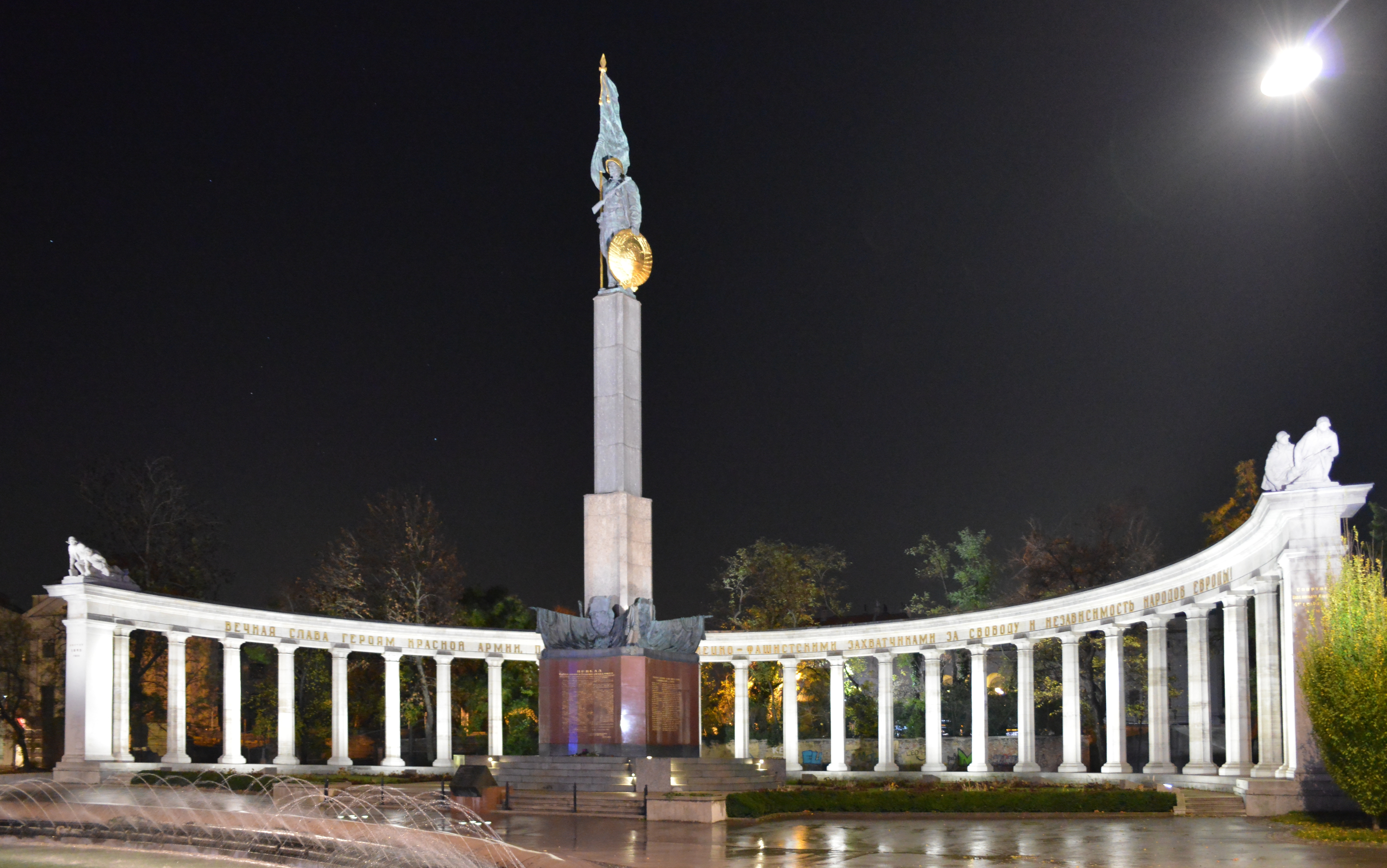
Памятник советским воинам в Вене. Высеченная на нём формула «…в боях с немецко-фашистскими захватчиками», с точки зрения австрийских политиков, подтверждала невиновность австрийцев

13 апреля 1945 года советские войска заняли Вену. Две недели спустя, 27 апреля, учреждённое советскими оккупационными властями «временное правительство Австрии» под председательством Карла Реннера обнародовало «Декларацию об основании Второй Австрийской республики», в котором буквально воспроизвело текст Московской декларации. Реннер, в прошлом активный сторонник аншлюса, по-прежнему считал его исторической необходимостью, и в обращении к нации выражал сожаление о том, что под давлением победителей Австрия и Германия вновь вынуждены существовать раздельно; большинство австрийцев были солидарны с ним в этом. Но декларация 27 апреля, адресованная не столько соотечественникам, сколько странам-победителям, утверждала обратное: события 1938 года были результатом не договора равных сторон и не народного волеизъявления, но «неприкрытого внешнего давления, террористического заговора собственного национал-социалистического меньшинства, обмана и шантажа на переговорах, а затем и открытой военной оккупации … Третий Рейх Адольфа Гитлера лишил народ Австрии власти и свободы волеизъявления, и привёл его на бессмысленную и бесцельную бойню, в которой ни один австриец не желал участвовать».
Декларация 27 апреля осторожно отвергла требование Московской декларации о собственном вкладе Австрии в её освобождение: поскольку, утверждали отцы Второй республики, в 1938—1945 годы австрийская государственность временно прервалась, то возрождённая Австрия не должна отвечать за преступления «оккупантов». В мае — июне 1945 года временное правительство закрепило это положение в официальной «доктрине оккупации» (нем. Okkupationsdoktrin). Вся вина и вся ответственность за преступления оккупационного режима, утверждали австрийцы, лежала на Германии — единственной преемнице гитлеровского рейха. Практическим следствием «доктрины оккупации» стала позиция МИД Австрии по еврейскому вопросу: поскольку преследование евреев было делом рук не австрийцев, а германских оккупантов, то «в соответствии с международным правом австрийским евреям следует направлять требования о репарациях не Австрии, но германскому рейху». Для убеждения стран-победителей министр иностранных дел Карл Грубер организовал составление и издание «Красно-бело-красной книги». Тщательно и пристрастно скомпилированная подборка реальных документов и «исторических» комментариев, по замыслу австрийских политиков, должна была убедить власти стран-победителей в насильственном характере аншлюса (что соответствовало действительности) и о массовом неприятии австрийцами гитлеровского режима (что действительности не соответствовало). Составители «Книги» утверждали, например, что в 1938 году 70 % австрийцев не просто не поддерживали аншлюс, но якобы испытывали к нему «фанатичную вражду». Так был заложен миф, ставший идеологическим фундаментом послевоенной Австрии.
Сами основатели Второй республики, вероятно, имели моральное право считать самих себя жертвами политических репрессий. Двенадцать из семнадцати членов кабинета Леопольда Фигля, возглавившего правительство в декабре 1945 года, подвергались преследованию при Дольфусе, Шушниге и Гитлере; сам Фигль пережил заключение в Дахау и Маутхаузене и к «сбежавшим от трудностей» эмигрантам относился высокомерно. Не случайно, что спутником мифа «первой жертвы» стал миф о «дороге в Дахау» (нем. Der Geist der Lagerstrasse): в соответствии с этой легендой во время заключения австрийские политики договорились о прекращении межпартийной вражды и навсегда объединились ради построения новой, демократической Австрии. Представители крупнейших партий Первой республики — консерваторы, социал-демократы и коммунисты — действительно объединились, но лишь в апреле 1945 года. С точки зрения современных историков, политиков объединил не сознательный выбор, но необходимость выживания в тяжелейших послевоенных условиях и целенаправленное давление союзных оккупационных властей. Третьим основополагающим мифом стало утверждение о «всенародном единении» всех австрийцев в деле послевоенного восстановления, без которого страна не смогла бы выжить и возродиться. В действительности не менее важным фактором выживания Австрии была политическая и финансовая поддержка США.

## Комментарии
1. ↑  Хайдемари Уль датирует начало отказа от «доктрины жертвы» 1980 годом[1], Дэвид Арт 1986 годом[2], Эмбахер и Эккер — 1980-ми годами[3]
2. ↑  Исход интеллектуалов начался до аншлюса, при режиме Дольфуса—Шушнига[16]. Однако, помимо эмиграции из Австрии, в 1933—1938 имел место и приток в Австрию эмигрантов — беженцев из Германии[6]
3. ↑  Дело рабовладельцев из Граца дошло до суда британских оккупационных властей. Всего по горячим следам британцы вынесли штирийским нацистам 30 смертных приговоров, из них 24 были исполнены[19].
4. ↑  В 1942 году, до больших военных потерь Рейха, соотношение было ещё большим: в НСДАП состояло 688 тысяч австрийцев, или 8,2 % всего населения. Вместе с членами семей они представляли четверть всех австрийцев[1]
5. ↑  Несмотря на все перечисленные потери, фактическое население Австрии за годы войны не уменьшилось. Страна приняла сотни тысяч немцев, бежавших от союзных бомбардировок; в Австрии работали не менее миллиона иностранцев - военнопленных и рабочих из оккупированных Германией стран[11]. В апреле 1945 года на территории Австрии находились 1,65 миллиона перемещённых лиц[20].
6. ↑  «Красно-бело-красная книга» замышлялась как многотомное издание. Второй том, который был анонсирован как «повесть об австрийском сопротивлении», так и не вышел в свет: для него, по официальной версии, не нашлось достаточно архивных свидетельств[66]